# Chevrolet Agile
De Chevrolet Agile is een auto van General Motors. Hij was van 2009 tot 2016 op de markt in Zuid-Amerika, met een facelift in 2013. Er werd ook een pick-up van afgeleid, die Chevrolet Montana werd genoemd. De Agile werd in Brazilië ontworpen op het platform van de Opel Corsa uit 1993 en in Argentinië gebouwd. Er was maar één motor beschikbaar, namelijk de 1.4 L lv Econo.Flex.